# Katastrofa górnicza w kopalni Wujek – Ruch Śląsk
Katastrofa górnicza w kopalni Wujek – Ruch Śląsk – katastrofa górnicza, która miała miejsce 18 września 2009 roku w kopalni Wujek – Ruch Śląsk w Rudzie Śląskiej. W jej wyniku, na skutek wybuchu metanu, śmierć poniosło 20 górników (12 osób na miejscu, 8 osób w szpitalach), a około 36 odniosło obrażenia.
Według doniesień mediów pożar wybuchł około godziny 10:15 w wyrobisku, które znajduje się w pokładzie 409 na głębokości 1050 metrów. Spośród górników znajdujących się w rejonie wypadku na powierzchnię samodzielnie wydostało się 29. Kolejnych 9 ewakuowano w ramach akcji ratowniczej. Poszkodowani górnicy trafili do Centrum Leczenia Oparzeń w Siemianowicach Śląskich do szpitali w Sosnowcu, Rudzie Śląskiej, Katowicach-Ochojcu, Chorzowie oraz do Wschodniego Centrum Oparzeń w Łęcznej. W akcji ratunkowej uczestniczyło pięć śmigłowców Lotniczego Pogotowia Ratunkowego.

## Reakcje
Na miejsce katastrofy przyjechał wicepremier Grzegorz Schetyna, a także odpowiedzialna za górnictwo wiceminister gospodarki Joanna Strzelec-Łobodzińska. Prezydent Lech Kaczyński złożył kondolencje rodzinom ofiar, natomiast premier Donald Tusk przerwał swój pobyt za granicą i wieczorem przybył na miejsce zdarzenia.
Kondolencje Polsce i rodzinom ofiar przysłali prezydent Litwy Dalia Grybauskaitė, minister spraw zagranicznych Rosji Siergiej Ławrow, przewodniczący Komisji Europejskiej José Manuel Barroso, przewodniczący Parlamentu Europejskiego Jerzy Buzek i unijny komisarz ds. polityki regionalnej Paweł Samecki.
Prezydent Lech Kaczyński ogłosił dwudniową żałobę narodową w dniach 21–22 września. Prezydent Rudy Śląskiej Andrzej Stania ogłosił siedmiodniową żałobę w mieście od dnia katastrofy.

## Ofiary katastrofy
1. Zdzisław Batorski (lat 43)
2. Marek Bojsza (lat 37)
3. Janusz Cebula (lat 45)
4. Roman Cłapka (lat 40)
5. Roman Czarnecki (lat 48)
6. Marek Ćmiel (lat 43)
7. Zbigniew Garbacz (lat 48)
8. Cezary Goszczycki (lat 39)
9. Dariusz Grzegorzek (lat 40)
10. Michał Heince (lat 43)
11. Szymon Korzeniowski (lat 24)
12. Tomasz Kurek (lat 44)
13. Teodor Ledwoń (lat 45)
14. Lucjan Manjura (lat 40)
15. Jacek Nowakowski (lat 36)
16. Anastazy Podlaszewski (lat 38)
17. Sebastian Smyk (lat 30)
18. Adrian Świętek (lat 21)
19. Rafał Wcisło (lat 22)
20. Adam Wiśniowski (lat 38)

- Źródło:[7][8].